# Нова Весь (Мендзижецький повіт)
Нова Весь (пол. Nowa Wieś, нім. Neudorf) — село в Польщі, у гміні Бледзев Мендзижецького повіту Любуського воєводства.
Населення — 571 особа (2011).
У 1975-1998 роках село належало до Гожовського воєводства.

## Демографія
Демографічна структура станом на 31 березня 2011 року:
|          | Загалом | Допрацездатний вік | Працездатний вік | Постпрацездатний вік |
| -------- | ------- | ------------------ | ---------------- | -------------------- |
| Чоловіки | 296     | 58                 | 213              | 25                   |
| Жінки    | 275     | 57                 | 159              | 59                   |
| Разом    | 571     | 115                | 372              | 84                   |